# Crab Orchard (Kentucky)
Crab Orchard – miasto w Stanach Zjednoczonych, w stanie Kentucky, w hrabstwie Lincoln.